# Reuven Rubin
Pour les articles homonymes, voir Rubin.
Reuven Rubin (né Rubin Zelicovici), né le 13 novembre 1893 à Galaţi en Roumanie et mort le 13 octobre 1974, est un peintre israélien originaire de Roumanie.

## Biographie
Reuven Rubin est né à Galaţi en Roumanie dans une famille juifs hassidiques.
En 1912, à 19 ans, il s'établit en Palestine ottomane, et s'inscrit à l'École des arts Betsalel de Jérusalem. Mécontent de la conception qui dominait dans cette école, il va à Paris où il étudie jusqu'au commencement de la Première Guerre mondiale. Pendant la guerre, il rentre en Roumanie et vit surtout dans la petite ville de Fălticeni, au nord de la Moldavie. Cependant, il fait aussi un voyage en Italie en 1915.
En 1919, il déménage à Cernăuţi (auj. Tchernovtsy en Ukraine), alors devenue ville roumaine, et y reste pour moins de deux années. En 1920 il part pour New York.
Rubin passe les années 1920-1922 aux États-Unis. Une première exposition à New York lui est consacrée.

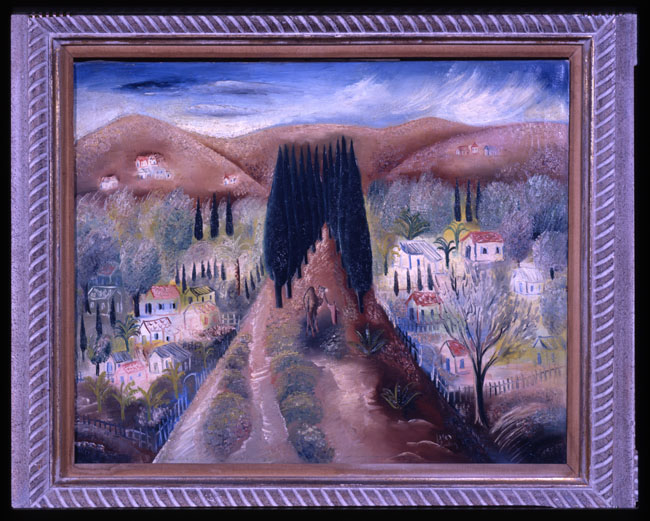
New Colony, Israel, 1929.

En 1923, il retourne en Palestine qui se trouve cette fois sous mandat britannique et est en cours de devenir un foyer national pour le peuple juif. Sa conception artistique le conduit à se libérer des  empreintes du passé et à se concentrer sur le présent.
Rubin est le premier peintre de Palestine à exposer ses tableaux dans la citadelle de David à Jérusalem. Il peint les paysages de la Palestine historique et surtout ceux de Jérusalem et de la Galilée. Il crée aussi des décors pour le premier théâtre hébreu Habima et pour d'autres ensembles théâtraux de Tel Aviv.

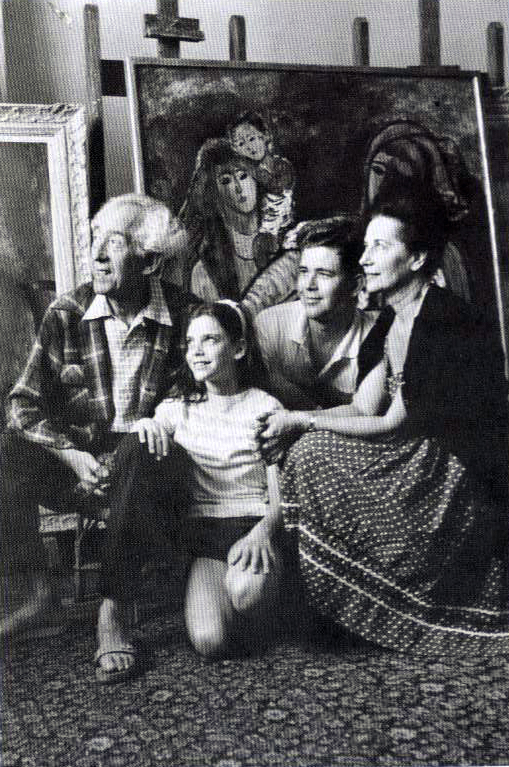
Reuven Rubin et sa famille dans son studio de Tel Aviv, années 1950

Dans les années 1948-1950, il représente le nouvel État d'Israël en qualité de premier envoyé diplomatique en Roumanie, au rang de ministre plénipotentiaire.
Il avait l'habitude de signer ses peintures « Reuven ».
Reuven Rubin fut une source d'inspiration pour de nombreux jeunes artistes Israéliens comme l'artiste Jonathan Kis-Lev.

## Hommage

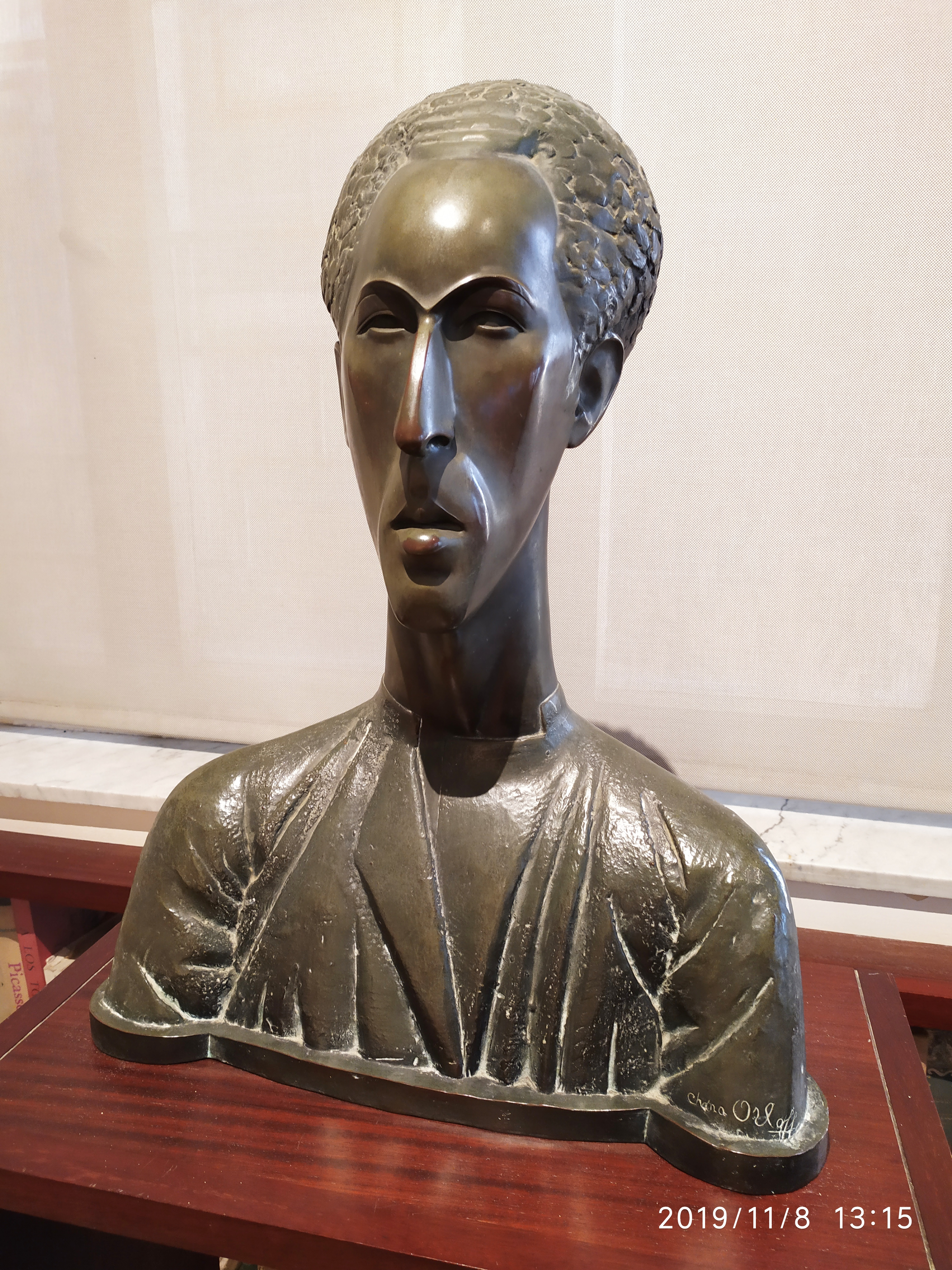
Sculpture de Reuven Rubin par Chana Orloff, av. 1968

Un musée de Tel Aviv consacré à ses œuvres est logé dans sa maison et porte son nom - Beit Reuven ("la Maison de Reuven").
En 1964, il lui est décerné le prix Dizengoff et en 1973 le prix d'État - le prix Israël.